# Sulcodius
Sulcodius is een geslacht van kreeftachtigen uit de klasse van de Malacostraca (hogere kreeftachtigen).

## Soort
- Sulcodius deflexus (Dana, 1852)